# Inverness Caledonian Thistle FC
Inverness Caledonian Thistle este un club de fotbal din Inverness, Scoția fondat în anul 1994, care evoluează în Scottish Championship[*].

## Palmares

### Național
Cupa Scoției:
- Campioni (1): 2014-15